# سمنة مطربة
سُمْنَة مُطربة أو غِرِّيدة أو شائعة أو مغردة (الاسم العلمي: Turdus philomelos) (بالإنجليزية: Song Thrush)‏، هو طائر ينتمي إلى سمنة(فصيلة: Turdidae). طائر الدج (السماني المغرد) أو التشيل باقال( طوردوس فيلوملوس) يعتبر من الطيور المغردة التي تعيش في مكان بالقرب من أوراسيا من عائلات فصيلة الشحرور (طورديده) . ويعرف هذا النوع من الطيور بأن ريشها العلوي بني اللون أما ريشها السفلي كريمي اللون أرقط (منقط باللون الأسود) وهي معروفة بصدحها وترنيمها الخاص بها وكأنها أغنية متكررة.ويعيش قسما منها في الغابات والحدائق ويهاجر قسما اخر .وتقضي الشتاء في جنوب اوروبا وشمال أفريقيا والشرق الاوسط وفي نفس الوقت يستوطن نوعا منها نيوزيلندا وأستراليا .
وتتناقص اعداد الطيور بدرجة كبيرة بسبب ان الحقول لم تعد تناسبها في بعض أجزاء أوروبا وبسبب أنها تحت تهديد الجنس البشري .
ويبني طائر السماني عشه في الادغال أو الاشجار أو على الحوائط على شكل وعاء ومقفول بالطين وتبيض من اربع إلي خمس بيضات مرقطة باللون الأزرق وتكسر طيور قارت والأورس قشرة البيض مستخدمين حركات معينة وبالإضافة الي انها تتأثر من الطفيليات الداخلية والخارجية فإنه يتم اصطيادها من قبل القطط والطيور المتوحشة الأخرى . طائر الدج (السماني) المغرد طائر الدج (السماني المغرد) أو التشيل باقال( طوردوس فيلوملوس) يعتبر من الطيور المغردة التي تعيش في مكان بالقب من أوارسيا من عائلات فصيلة الشحرور (طورديده) . ويعرف هذا النوع من الطيور بأن ريشها العلوي بني اللون أما ريشها السفلي كريمي اللون أرقط (منقط باللون الأسود) وهي معروفة بصدحها وترنيمها الخاص بها وكأنها أغنية متكررة ويعيش قسما منها في الغابات والحدائق ويهاجر قسما اخر .وتقضي الشتاء في جنوب أوروبا وشمال افريقيا والشرق الأوسط وفي نفس الوقت يستوطن نوعا منها نيوزيلندا واستراليا . وتتناقص اعداد الطيور بدرجة كبيرة بسبب ان الحقول لم تعد تناسبها في بعض أجزاء أوروبا وبسبب أنها تحت تهديد الجنس البشري . ويبني طائر السماني عشه في الادغال أو الاشجار أو علي الحوائط على شكل وعاء ومقفول بالطين وتبيض من اربع إلي خمس بيضات مرقطة باللون الأزرق وتكسر طيور الهبتشيل والأورس قشرة البيض مستخدمين حركات معينة وبالإضافة الي انها تتأثر من الطفيليات الداخلية والخارجية فإنه يتم اصطيادها من قبل القطط والطيور المتوحشة الأخرى .

## اسمه
وعرف طائر السماني المغرد في عام 1831 من قبل عالم الطيور الألماني المسيحي لودوج برهام . 
وعرف اسمه العلمي الذي أخذ لأول مرة منذ ذلك الحين وطوردوس فيلوملوس  هواسم الجنس أما السماني (أوتر أردتش) فهو باللغة اللاتينية .
أما الفرض الثاني لاسمه العلمي فإنه قد نسب إلي الأمير اللاتيني (فيلوميلا) الذي يعود الي الطائر المغرد بعد أن أصبحت اللغة في علم الأساطير اليونانية ويتكون اسمه من الكلمات الاغريقيةلغة إغريقية :- 185 philo (المحب)وكلمة M485,melos (أغنية)

## تصنيفه
أوضحت نتيجة مسابقة اقيمت في وقت قريب أن أقرب الفصائل لطائر السماني هو طائرسمنة كبيرة (تي . فيسكيفوروس) – والذي يمتلك ريشا يشبه ريش طائر السماني في اللون – وطائر (الصين أردتش) (تي . مبيننسيس) وتوجد رابطة قرابة بعيدة بين طيور الأردتش الأوروبية الأخرى مثل : طيور الشحرور (تي . مرولا) والطيور المتعلقة بنوع انقرض من فترة قريبة وبين هذا النوع الثالث من الطوردوس.

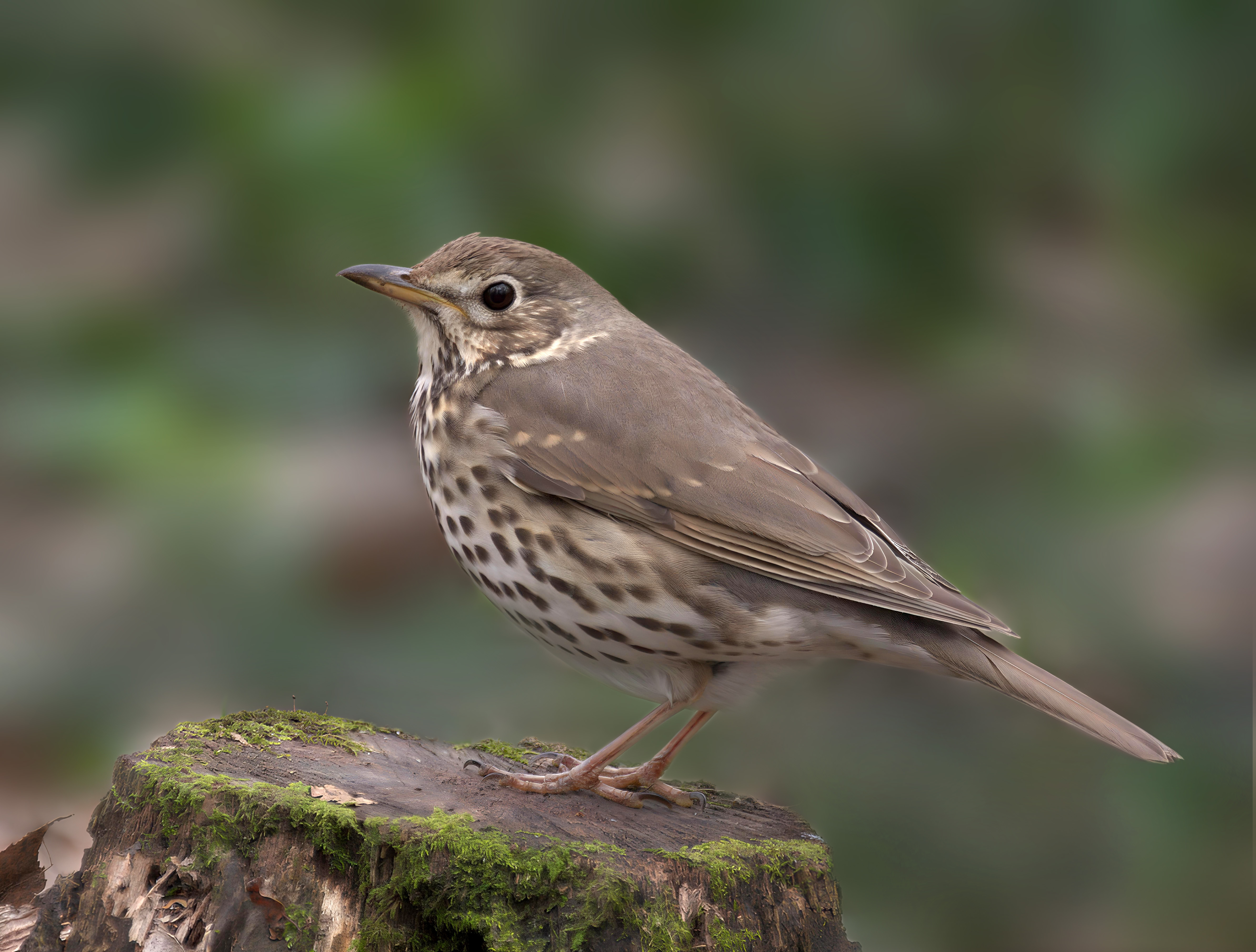
Turdus philomelos

وتوجد ثلاث أنواع فرعية من طيور السماني : نوع الـ (تي . بي فيلوملوس) والذي يتواجد علي مقربة من الأسطح الجبلية .
وتوجد في اسكوتلندا في دش هبريدلر وجزيرة سكاىجزيرة سكاي وعداس. وطيور منها لم تهاجر( تي . بي هبريدنسيس) وتم العثور عليها في عام 1913 من قبل عالم الطيور البريطاني وليام ايجله كلارك .
ويتميز هذا النوع بأن لون ظهره بني داكن والمؤخرة رصاصية اللون بينما لون ريشه السفلي افتح في اللون وجوانبه رصاصية خفيفة.
أما الفرع الثالث الذي يوجد في بريطانيا العظمي في مناطق أيرلندا , فرنسا ، وبلجيكابلجيكا وهولندا ومن المحتمل أنه يوجد بنسبة أقل في الشرق ويطلق عليه اسم (تي . بي . جلاركه) الذي تم العثور عليه عام 1990 من قبل عالم الطيور الألماني أرنست والذي أهداه الي وليام اجله كلارك .
وريشه العلوي مرقط باللون البني ولكن بدرجة أكثر توهجا من النوع الرئيسي .
وأطراف ريش المؤخرة زيتونة اللون وريشه السفلي أصفر براق أما عن القسم المهاجر فقد قضي منهم الشتاء في جنوب فرنسا في شبة الجزيرة الايبيريةشبه الجزيرة الإيبيرية وقام بتهجين هذا النوع والنوع الرئيسي الذي يوجد في وسط أوروبا مع تي . بي هبريد تسيس الموجود في غرب هبريدلر واسكوتلندا .
وظهرت خصائص بين النوع الثاني من الطيور والتي تواجدت في هذه المناطق.
ولم ير قبول عام للأنواع الفرعية الأخرى مثل تي . بي ناتاليه والتي تتواجد في سيبريا والتي تم العثور عليها عام 1929 بواسطة بوتورلت العارض الروسي.

## الخصائص الفيزيائية
طول طائر السماني من 20 سم إلي 23.5 سم ووزنه من 50 جم إلي 107 جرام ويتشابه الذكور والإناث في الريش. وظهورها مستقيمة ولونها بني أما الريش السفلي فهو على شكل (7) ولونه أصفر أو كريمي ومرقط بالأسود ولون ريش البطن باهت وذيولهاذيل قصيرة ولون جناحها من الاسفل أصفر اللون منقارها ملفوف ولون أقدامها ورجلها بمبي وهذا الريش العلوي يشبه باقي الطيور الموجودة من السويد الي سيبريا.
صغار هذه الطيور تشبه الطيور الكبيرة ولكن توجد خطوط برتقالية اللون علي الريش العلوي للجناح والظهر. وطائرسمنة حمراء الجناح الأكثر شبه لطائر السماني من بين طيور الأردتش الأوروبية أما هذا النوع خشن الصوت وبعيون الباندا البيضاء .
أما عن طائر الـ سمنة كبيرة (تي . فسكيفوروس) فهو أكبر حجما وحواف ذيله بيضاء اللون وتوجد آثار سوداء في وجهه تشبه كثيرا ألوان ريش طائر الأردتشي الصيني (تي . موبيننسيس) ولا يستطيع أن يعيش في نفس هذه المنطقة. ونداء طائر السماني قصير وبصوت مجلجل وعالي .ولكن في عصور الهجرة كان له نداء يشبه نداء طائر الكيزيل أردتش ولكنه أقصر وأرق وأعلي .
وصوته تشوك تشوك مثل نداء الإنذار وبزيادة الخطر يتحول إلي أصوات متنافرة .
ويشدو الذكرر من علي قمة شجرة أو سقف أو من الاماكن المرتفعة الأخرى فيليب فيليب فيليب جوديدو جوديدو كويتكيوت تي تي ترت ترت ترت بتغريد عالي وبموسيقي يكررها من مرتين لأربع مرات .ويغرد طائر الدش هبرديلر من شهر فبراير إلي شهر أغسطس ولكن جزءا من الطيور الأخرى تبقي حتي شهر يوليو. وهو يعتبر واحدا من الطيور التي لها أهمية وتغرد بصوت أعلي. ويحتمل أن يكون هناك عدة أدوار للذكور تتضمن مقطوعات موسيقية تزيد عن مائة فرد وتم تقليد معظم هذه الترنيمات من الأبوين ومن الطيور المجاورة ومن بين الأصوات التي قلدوها أصوات من صنع الإنسان مثل أنغام التليفون وبالإضافة إلي ذلك فقد انضم إليهم البط الأبيض الوجه، الصغير وقلد أصوات الحيوانات الأليفة والمفترسة.

## أماكن توزيعهم وحياتهم
ويعيش طائر السمانى في معظم مناطق أوربا ولكن القسم الأكبر لا يتواجد فيشبه الجزيرة الإيبيرية وسهول إيطاليا وجنوب اليونان ويتواجد في الأماكن التي تصل حتى بحيرة بيكال في أوكرانيا وروسيا . وهاجروا حتى 75 شمال خط العرض في النرويج وأما في سيبريا إلى ما يقرب من 60 شمال خط العرض .
وعبرت طيور الشتاء التي كانت تعيش في إسكندنافيا أوروبا الشرقية وروسيا حول البحر الأبيض في شمال أفريقيا حتى الشرق الأوسط. أما في الأجزاء الغربية التي يكون المناخ فيها أكثر اعتدالا فتهاجر بعض الطيور إليها في مواسم التزاوج. استوطن فرع الطيور (بى تى فيلوملوس) نيوزيلندا وأستراليا لا سباب ملائمة ومناسبة تماماً على ما يبدو من قبل بعض المجتمعات بين 1860،  1880.وانتشر السماني الذي استوطن جزيرتين رئيسيتين في نيوزلندا : كرماديج وتشاثام وجزيرة أوجكلاند والتي تتواجد في محيطها وعلى مقربة مسافة قصيرة منها وأما في نيوزلندا فهذا النوع أكثر شيوعاً ويعيش عدد قليل من هذه الفصيلة في أستراليا في ملبورن بالتحديد وما يحيطها. ويوجد تأثير ضار محدود في بعض طوائف اللافقاريات بسبب أنواع الطيور التي استوطنت نيوزيلندا  وبالإضافة إلى هذا فإن طائر السمانى يلحق ضرارا بإنتاج الفاكهة التجاري. ولا توجد حماية قانونية في نيوزلندا من أجل هذا النوع من الطيور الذي استوطنها. ويستطيع أحدهم اصطيادها متى يشاء. ويختفى طائر السمانى في الأراضي المفتوحة أكثر والتي تتواجد على مقربة منهم، وفي الغابات الكثيفة التي أصبحت بمثابة غطاء نموذجي لهم. وبالإضافة إلى هذا استخدموا أيضاً الحدائق والمتنزهات التي في غرب أوروبا ووصلوا إلى الشجرة التي يصل ارتفاعها إلى 2.200 متر فيسويسرا.
ويعيش الـ(تى .بى هبريدنسيس) الذي يعيش في الجزر في الأماكن المفتوحة في أطراف الغابات وفي ثمار أشجار الصنوبر الكثيفة – في شرق المناطق التي يتواجد بها طائر السمانى.
والحدائق التي تكون في الأماكن التي تكون فيها حقول كثيفة تعتبر مكاناً ذو أهمية للتكاثر.
وكشف استطلاع قامت له إنجلترا أن أماكن معيشتهم نسبتها تصل في الحقول إلى 305% فقط أما أماكن التجمع 2% أما أماكن المعيشة نسيتها في الحدائق حوالى 71.5% بينما تراجعت نسبة المعيشة في الغابات.
أما عن الأماكن التي يقضون فيها فصل الشتاء فهي تشبه الأماكن التي يتواجدون فيها بغرض التناسل ولكنها أكثر ارتفاعاً. ويتجنبوا الأماكن المفتوحة ولكن طيور ال (تى . بى هبريدنسيس) التي تعيش في الجزر تستطيع أن تتواجد على ساحل البحر في الشتاء.

## السلوك
وعموماً فإن طائر السمانى ليس من النوع الذي يعيش في أسراب ولكن تستطيع عدة طيور في الشتاء من بناء عش في جزيرة ما. ويستطيع أن يبحث السمانى مع طائر شحرور ودج الغيط وسمنة حمراء الجناح ودج أسود الزور على أماكن الغذاء. ويهاجر طيور السمانى إلى نفس المناطق على عكس طائر التارلا وطائر الكينريل الذين لهم ميزة الهجرة بصفة أكثر. ويعيش طائر السمانى في مناطق كزوج واحد أو في جماعات.
وعندما يكرر ذكر الطائر العائد من الهجرة المجيء إلى المناطق القديمة يبدأ بالغناء والتغريد في المناطق التي يسكنها كما كان مهاجراً تماماً . ويبقى الذكر طوال عام في منطقة التكاثر في المنطقة ذات المناخ المعتدل. وعندما يغرد بصفة متقطعة تذهب الطيور الإناث إلى منطقة منفصلة. ويستطيع أن يأتي الذكر إلى نفس المنطقة لأجل تكرار تكوين زوج ويكون ذلك في بداية الربيع والخريف قبل مدة التكاثر. وأثناء الهجرة تعرض غالبية طيور السمانى قفزات في مسار خطى مستقيم وتعبر البحر في هيئة أسراب برية تنتشر على نطاق واسع ولأجل تحقيق الاتصال بينهم توجد بينهم نداءات بشكل مستمر. وتبدأ الهجرة مباشرة في نهايات شهر أغسطس في أقصى شرق وغرب مناطق معيشتهم. وتبدأ الطيور بالطيران إلى الجنوب مباشرة من شهر سبتمبر إلى شهر ديسمبر قاطعة مسافات أقصر ومن هجرتهم إلى عودتهم يعبروا البحر المتوسط وما يحيط به وفي منتصف شهر فبراير يكونوا في شمال اسكوتلندا ويكونوا في سيبريا في شهر مايو.
ويلتقى بالطيور التي تعبر جرينلاند وجزر المحيط الأطنلطى وغرب أفريقيا.

## التكاثر والبقاء على قيد الحياة
وتصنع أنثى طائر السمانى العش ويكون مكسو بالحشائش اليابسة والطين في شكل كاسة في المكان الذي يتواجد به نوع الهبريدلر ويكون في الأدغال والأشجار ويبيضوا من أربعة إلى خمسة بيضات مرقطة بالأزرق والأسود الموف وتكوم براقة.
وعموماً فإن طول البيضة يصل من 0.2 سم إلى 2.7سم ووزنها 6 جرام ووزن القشرة حوالى 6% من وزنها. وتجلس الأنثى منفردة على البيض طوال عشرة إلى سبعة عشر يوماً حتى يفقس وبعد أن يخرج الصغار من البيض يكبروا من جديد ما بين عشرة إلى سبعة عشر يوماً. وفي العادة تضع الأنثى من مترين إلى ثلاث مرات في العام . 
ولكن تضع مرة واحدة في العام في شمال المناطق التي يسكنوها ويبلغ عدد الطيور الصغيرة التي تعيش في الجزر البريطانية حوالى 54.6% بينما تصل نسبة الكهول إلى 62.2% وتعتبر الثلاث سنوات مدة الحياة الطبيعية أما العمر الكبير فيكون حوالى عشر سنوات وثمانية شهراً ويترك طائر السمانى بيض طيور مثل وقواق شائع إلى أبنائه لكي يعرف هذا البيض الذي يشبه بيضة وهذه الحالة لا تتكرر كثيراً. ولم يظهر من قبل طائر السمانى موقف معتد أو مهاجم كالذي تم إظهاره ضد طائر الوقواق من قبل طائروقواق وتعرف الطيور التي استوطنت نيوزيلندا هذا البيض الذي يشبه بيضة في فترة تزيد عن مائة وثلاثين عاماً مضت على الرغم من أن طائر الوقواق لم يكن هناك. ولم يظهر أي خلاف على هذا .
وتسطيع القطط والبوم والصقور اصطياد الطيور الكهولة أما البيض والصغار فيتم اصطيادهم بواسطة قيق أوراسيوالغربان ووتوجد كثير من الطفيليات فيه كالموجودة في الطيور المغردة الأخرى وأظهر الاستطلاع الروسي المتعلق بالطفيليات الدموية أن كل الطيور أمثال التارلا أردتش وطيور الكيزيل اردتش وطيور السمانى تأوى طفيليات مثل هامويروتوس وتربيانوسوما وتنتشر القرادة فيهم بكثرة . ويستطيع ان ينقل الكائنات المسببة للأمراض مثل أنسفالين والقرادة في الشرق والغرب وأوروبا وروسيا والأماكن التي يوجد بها الغابات. وينتشر فيها ايضاً بكتيريا البوريليا. وتسبب بعض أنواع بكتيريا البوريليا داء لايم . وتعد الطيور التي يتم تربيتها من أماكن طائر السمانى ناقلة للمرض.
الغذاء: يعيش طائر السمانى على اللحوم والأعشاب ويأكل اللافقاريات وعلى راسها الديدان والقواقع والفاكهة الخفيفة . ويجد فريسته عندما ينظر إليها وأسلوبه في صيده الجري الثبات في مكانه مثل طائر الـ كاره تاووك. ويبحث عن طعامه مقلباً بين أوراق الأشجار وعندما تكون هناك صعوبة في إيجاد طعامه بسبب الجفاف والطقس السيء عندها تكون القواقع أهم طعامه .
يظهر طائر السماني محدثاً حكة خفيفة كاسراً قشرة البيضة مستخدماً شئ مثل السندان ويتعلم المشي قبل الأكل. وتلعب الطيور الشابة بمنقارهم بالبيض حتي يعلموهم ضرب قشرة البيضة وكسرها. وتتغذي الطيور التي خرجت حديثاً من البيض أساساً في طعامها علي الغذاء الحيواني من الديدان والقواقع وسرطان البحر.
حالة حمايته والحفاظ علية:-
ينتشر طائر السماني في اماكن واسعة تصل تقريبا إلي عشرة ملايين كيلو متر. لكن أوروبا القارة الوحيدة التي يتواجد بها عدد هائل من هذه الطيور حيث يبلغ عددهم ما بين أربعين مليون إلي سبعين مليون. ويوجد نقص في عدد الطيور في غرب منطقة باله أركتيك. وصنفت القائمة الحمراء للاتحاد الدولي لحفظ الطبيعة كحدآ ادني لما سيجب الحفاظ علية عالميا تحت مسمي أسجارى أنديشه

## مكانته في الثقافة
يتم اصطياد طائر السماني منذ أثني عشر ألف عام. ومن اقدم الأماكن الفنية بهذا الطائر هي أوديسسيا وفي أيامنا هذه يصطاد هذا الطائر من الأماكن المحيطة بالبحر الأبيض المتوسط. ولكن لم يتم التعرف علي سبباً مهماً لتناقص عدد هذا النوع من الطيور. وأثناء هجرة هذه الطيور في إسبانيا يتم اصطيادها مستخدمين الدابوق لصيدها ولكن الاتحاد الأوروبي منع وجرم هذا الأسلوب